# Сант'Агата Фосили
Сант'А̀гата Фо̀сили (на италиански: Sant'Agata Fossili; на пиемонтски: Sant'Agata, Сант'Агата) е село и община в Северна Италия, провинция Алесандрия, регион Пиемонт. Разположено е на 425 m надморска височина. Населението на общината е 449 души (към 2010 г.).